# Geophis championi
Geophis championi (панамська земляна змія) — вид змій родини полозових (Colubridae). Ендемік Панами. Вид названий на честь англійського ентомолога Джорджа Чарлза Чемпіона.

## Опис
Довжина голотипа Geophis championi, самця, становить 21 см (без врахування хвоста), довжина хвоста — 4 см. Верхня частина тіла рівномірно чорна, блискуча, луски на нижній частині тіла білуваті з чорними краями.

## Поширення і екологія
Панамські земляні змії мешкають в передгір'ях на заході Панами, в провінції Чирикі. Вони живуть у вологих тропічних лісах, на висоті 1370 м над рівнем моря.